# 文忠集
《文忠集》，即北宋文学家欧阳修所著的别集，共一百五十三卷，附录五卷。因为欧阳修死后谥号文忠，故其集名为《文忠集》。

## 作者简介
欧阳修，字永叔，号醉翁，晚号六一居士，吉州永丰人，宋代文学家、政治家。唐宋八大家之一，与韩愈、柳宗元和苏轼合称“千古文章四大家”
。词作被王国维十分推许。

## 作品简介
《文忠集》共一百五十三卷，附录五卷，其中文集五十卷，别集二十卷，六一集七卷，奏议十八卷，内外制集十一卷，从谏集八卷。另南宋周必大的文集两百卷，《益国公周文忠公集》亦名《文忠集》。比较有趣的是，欧阳修《文忠集》是周必大组织人整理编辑的。